# Hockeyklubbskurvan
En hockeyklubbskurva är en graf som efter en längre stabil utveckling visar en brant stegring. Två exempel är befolkningsexplosionen och global uppvärmning.

## Användning för att visa temperaturutvecklingen i världen
När det gäller jordens medeltemperatur är det specifikt en temperaturrekonstruktion (rekonstruerade temperaturförändringar på norra halvklotet under de senaste århundradena) gjord av klimatforskarna Michael Mann, Raymon Bradley och Malcom Hughes från 1998 som avses. Kurvan kallas ofta MBH98 efter forskarnas efternamn samt året den först publicerades. MBH98 var det första större försöket att rekonstruera temperaturkurvor baserade på bland annat paleoklimatologiska undersökningar. 
MBH98 visar att norra halvklotets medeltemperatur sedan år 1400 inte ändrat sig i någon större utsträckning för att på 1900-talet börja stiga abrupt uppåt. Grafens utseende liknar därför en liggande ishockeyklubba med bladet pekandes uppåt.
Rekonstruktionen publicerades i tidningen Nature 1998. En rekonstruktion baserad på MBH98 hade en framträdande plats i FN:s klimatpanels tredje rapport från år 2001 om global uppvärmning och har som följd av detta även citerats och återgivits i andra sammanhang, t.ex. i Al Gores film En obekväm sanning.
Sedan 1999 är MBH98-rekonstruktionen föråldrad, Mann et al. publicerade det året en uppdaterad rekonstruktion. Flera andra forskargrupper har sedan dess, med förfinad metodik och mer omfattande rådata, tagit fram och publicerat nyare temperaturrekonstruktioner för norra halvklotet som går längre bakåt i tiden. Dessa nyare rekonstruktioner användes i FN:s klimatpanels fjärde rapport från år 2007 om global uppvärmning. Michael Mann och Phil Jones har publicerat fler rekonstruktioner både år 2003 och 2004. Ett svensk-ryskt forskarlag publicerade år 2005 en väldigt omfattande rekonstruktion som sträcker sig ända till år 1. De nyare rekonstruktionerna påminner även de om hockeyklubbor och de bekräftar i stort sett det som MBH98 kom fram till.